# Niqueltyrrel·lita
La niqueltyrrel·lita és un mineral de la classe dels sulfurs que pertany al grup de la seleniospinel·la. Rep el nom com a anàleg de níquel de la tyrrel·lita.

## Característiques
La niqueltyrrel·lita és un selenur de fórmula química CuNi₂Se₄. Va ser aprovada com a espècie vàlida per l'Associació Mineralògica Internacional l'any 2018, sent publicada per primera vegada el 2019. Cristal·litza en el sistema isomètric.
Les mostres que van servir per a determinar l'espècie, el que es coneix com a material tipus, es troben conservats a les col·leccions del Museu d'Història Natural de Londres (Anglaterra), amb el número de catàleg: bm2018,19, i a les col·leccions del Museum Reich der Kristalle de Múnic (Alemanya), amb el número d'inventari: msm 73587.

## Formació i jaciments
Va ser descoberta a la mina El Dragón, a la província d'Antonio Quijarro (Potosí, Bolívia), on es troba en forma de grans anèdrics a subèdrics de fins a 20 μm de mida. Aquesta mina boliviana és l'únic indret de tot el planeta on ha estat descrita aquesta espècie mineral.